# Claigan
Claigan (Schots-Gaelisch: An Claigeann) is een kustdorp in de Schotse lieutenancy Ross and Cromarty in het raadsgebied Highland in het noordwesten van het eiland Skye.